# Apal

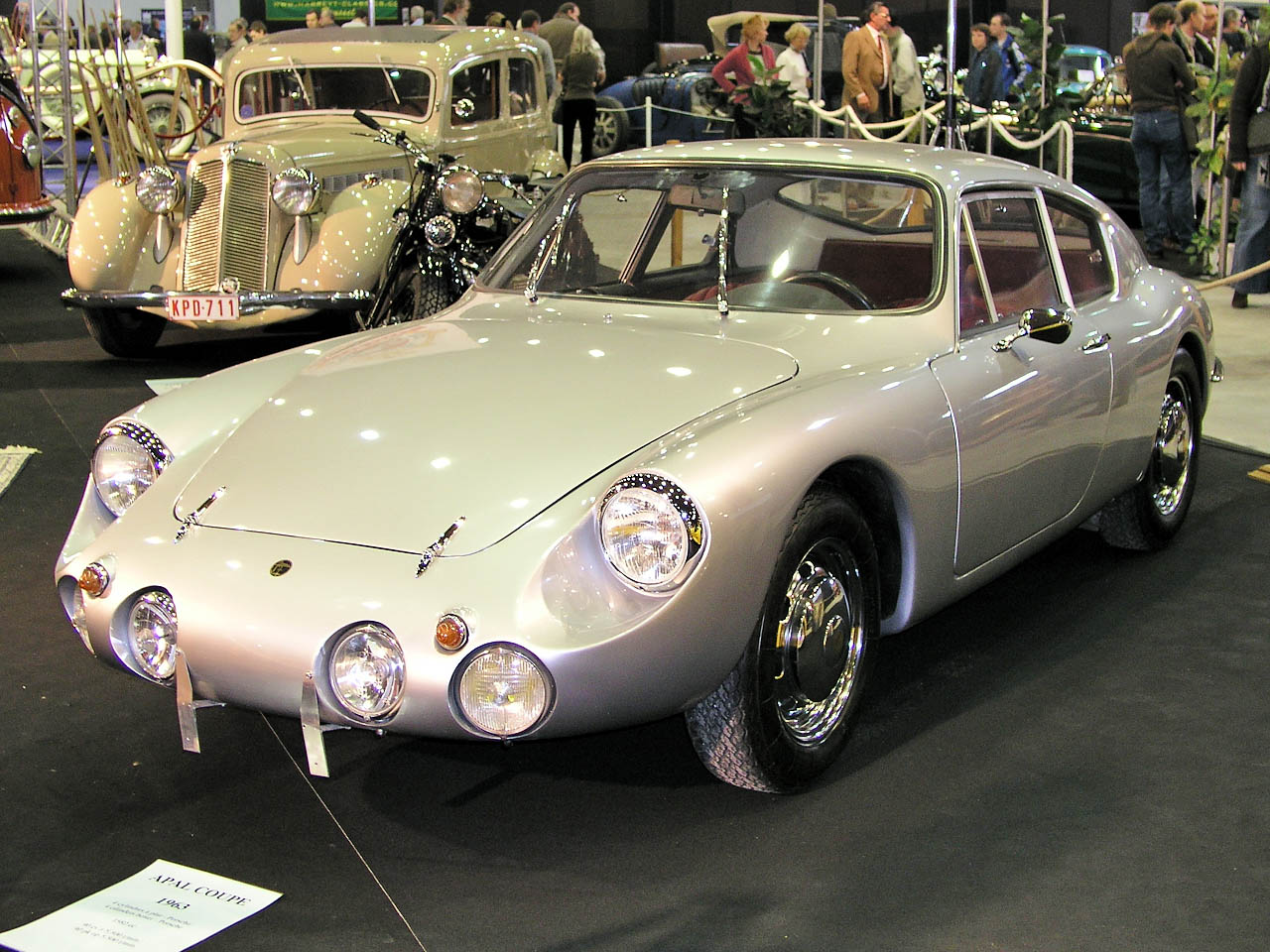
Купе Apal, що вироблялось з 1961 по 1965 роки з обшивкою з склотекстоліту на базы шасі VW Beetle.

50°40′27″ пн. ш. 5°43′40″ сх. д. / 50.674134° пн. ш. 5.727654° сх. д.
Apal (назва — акронім від Application Polyester Armé de Liége) —  мала автомобільна компанія родом з Бельгії. В наш час базується в Німеччині.

## Історія
У 1965 році Apal почала випуск одномісних Formula V.
Між 1968 та 1973 роками компанією було випущено близько 5000 корпусів із склотекстоліту для різних моделей багі, таких як Apal Buggy, Apal Rancho, Apal Jet, Apal Avvi, Apal Corsa (з дверима, що відкриваються вгору) і Apal Horizon.
Модель Apal 1200 Saloon була привабливим автомобілем, заснованим на базі виставкового фольксквагена. Він мав направлений вперед «ніс» корпуса з окремим переднім бампером та вигнутим цільним лобовим склом. Розташований у задній частині машини двигун з повітряним охолодженням був прикритий решіткою в хвостовій частині й також закривався бампером.

## Модель Apal 1200 Saloon
Дана модель мала такі характеристики:
- двигун: Volkswagen, чотирициліндровий з повітряним охолодженням, об'ємом 1192 см³, рівнем компресії 7.0 та потужністю 40 к.с.
- максимальна швидкість: 129 км/год
- загальна довжина: 4,249 мм
- загальна ширина: 1,621 мм
- висота: 1,250 мм
- радіус повороту: 11 м
- колісна база: 2,400 мм
- дорожній просвіт спереду: 1,306 мм
- дорожній просвіт ззаду: 1,288 мм
- місткість паливного баку: 8,8 імперських галонів
- вага: 679 кг[1]

Найуспішніша модель була названа Apal Speedster і яка є копією моделі Porsche 356, побудованою VW Beetle. З 1981 по 1994 рік повністю було виготовлено 700 автомобілів.
Остання модель компанії названа Apal Sport One та базується на Pontiac Fiero, вона випускалась у 1992 році.
Едмонд Пері також розробив у 1974 році прототип DAF та інший прототип для Фольксвагена в 1992 році. Оскільки компанія невелика, то вона виробляє і продає всі моделі в лімітованій кількості.